# Parafia Zwiastowania Pańskiego w Kaliszkowicach Kaliskich
Parafia Zwiastowania Pańskiego w Kaliszkowicach Kaliskich – parafia rzymskokatolicka znajdująca się w diecezji kaliskiej, w dekanacie Mikstat.